# Danevirke
Danevirke (chính tả tiếng Đan Mạch hiện đại: Dannevirke; trong Bắc Âu cổ; Danavirki, trong tiếng Đức; Danewerk, theo nghĩa đen có nghĩa là công sự đào đắp đất của Danes) là một hệ thống các công trình Đan Mạch nằm tại bang Schleswig-Holstein, Đức. Đây là điểm quan trọng trong lịch sử phòng thủ trên đất liền thời cổ của bán đảo Cimbrian được khởi xướng bởi những người Dane trong thời kỳ đồ sắt Bắc Âu tại một số điểm trước năm 500 TCN. Sau đó nó được mở rộng nhiều lần trong thời đại Viking của Đan Mạch. Danevirke được sử dụng lần cuối cho các mục đích quân sự vào năm 1864 trong Chiến tranh Schleswig lần thứ hai.
Danevirke bao gồm một số bức tường, hào và rào chắn Schlei. Các bức tường trải dài 30 km từ trung tâm thương mại Viking cũ của Hedeby gần Schleswig ngày nay, trên bờ biển Baltic ở phía đông đến vùng đầm lầy rộng lớn ở phía tây. Một trong những bức tường (có tên Østervolden), nằm giữa cửa sông Schlei và Eckernförde, bảo vệ bán đảo Schwansen.
Theo các nguồn tin viết, các công trình của Danevirke được bắt đầu bởi vua Đan Mạch Gudfred vào năm 808. Ông lo sợ một cuộc xâm lăng của người Frank, những kẻ đã chinh phục Frisia trong 100 năm trước và Saxon cổ trong năm 772 đến 804. Godfred bắt đầu tiến hành cho xây dựng một cấu trúc để bảo vệ vương quốc của mình, tách bán đảo Jutland ở phía bắc với lãnh thổ đế chế của những người Frank. Tuy nhiên, người Đan Mạch cũng xung đột với Saxon phía nam Hedeby trong thời kỳ đồ sắt Bắc Âu và các cuộc khai quật khảo cổ gần đây đã tiết lộ rằng, Danevirke được khởi xướng xây dựng sớm hơn triều đại vua Gudfred, khoảng 500 TCN và thậm chí có thể trước đó nữa.

## Hình tượng
Truyền thuyết kể rằng nữ hoàng Thyra đã ra lệnh cho xây dựng Danevirke. Bà là vợ của vị vua đầu tiên được công nhận lịch sử Đan Mạch, Gorm the Old.
Với sự nổi lên của các quốc gia ở châu Âu trong những năm 1800, Danevirke đã trở thành một biểu tượng mạnh mẽ cho Đan Mạch và ý tưởng độc đáo của người Đan Mạch và văn hóa Đan Mạch. Trong suốt thế kỷ 19, Đan Mạch và Đức đấu tranh chính trị và quân sự cho việc sở hữu lãnh thổ được gọi là Sonderjylland hoặc Slesvig bởi người Đan Mạch và Schleswig bởi người Đức. Hai cuộc chiến tranh đã diễn ra là Chiến tranh Schleswig lần thứ nhất (1848–1851) và Chiến tranh Schleswig lần thứ hai (1864) cuối cùng dẫn đến thất bại của Đan Mạch và sự sáp nhập lãnh thổ tranh chấp vào Đức. Trong bối cảnh thù địch này, Danevirke đóng một vai trò quan trọng. Đầu tiên là một rào cản văn hóa tinh thần chống lại Đức, nhưng cũng sớm như là một pháo đài quân sự cụ thể, khi nó được tăng cường với các vị trí pháo và pháo đài vào năm 1850 và 1861.
Vào đầu những năm 1800, Dannevirke được chọn làm khẩu hiểu của một số tạp chí quốc gia Đan Mạch đối phó với câu hỏi về quyền tự chủ của Đan Mạch, Đức, đáng chú ý nhất trong số này được xuất bản bởi N. F. S. Grundtvig vào năm 1816–19. Trong thời gian trước đó, Danevirke đã thực sự được xác định một văn hóa và ngôn ngữ biên giới giữa lãnh địa Đan Mạch và Đức, nhưng biên giới văn hóa và ngôn ngữ này đã dần di chuyển về phía bắc, và bởi thế mà lãnh thổ xa xôi về phía bắc như Flensburg trong thế kỷ 19 chủ yếu nói tiếng Đức, mặc dù vẫn là một phần của Đan Mạch.

## Kích thước
Danevirke dài khoảng 30 kilômét (19 mi), với chiều cao thay đổi từ 3,6 và 6 mét (12 và 20 ft). Trong thời Trung Cổ, cấu trúc được gia cố bằng hàng rào và tường xây, và được các vị vua Đan Mạch sử dụng làm điểm tập hợp quân sự để tấn công ra, bao gồm một loạt các cuộc tấn công Thập tự chinh chống lại người Slav ở phía nam Baltic. Đặc biệt, vua Valdemar thế kỷ 12 được coi là người gia cố vĩ đại cho Danevirke với một bức tường gạch, tạo điều kiện cho quân đội tiếp tục sử dụng cấu trúc chiến lược quan trọng này. Các bộ phận được gia cố của cấu trúc do đó được biết đến trong tiếng Đan Mạch như Valdemarsmuren (tường của Valdemar).